# Municipi de Nordfyn
El municipi de Nordfyns és un municipi danès que va ser creat l'1 de gener del 2007 com a part de la Reforma Municipal Danesa, integrant els antics municipis de Bogense, Otterup i Søndersø. El municipi és situat al nord de l'illa de Fiònia i forma part de la Regió de Syddanmark, abastant una superfície de 451 km². El nom havia d'haver estat el de Bogense però a un referèndum local va guanyar l'opció de Nordfyns (literalment Fiònia del nord) i el juny del 2006 el Ministre de l'interior Lars Løkke Rasmussen, va acceptar el canvi de nom del que seria el nou municipi. Al nord del municipi hi ha l'illa d'Æbelø connectada a l'illa de Fiònia per una carretera que de vegades queda submergida.
La ciutat més important és Otterup (4.832 habitants el 2009) i la seu administrativa del municipi és a Bogense (3.649 habitants el 2009). Altres poblacions del municipi són:
- Bredbjerg
- Gamby
- Hårslev
- Kappendrup
- Klintebjerg
- Lunde
- Morud
- Østrup
- Særslev
- Skamby
- Søndersø
- Uggerslev
- Veflinge

## Consell municipal
Resultats de les eleccions del 18 de novembre del 2009:
| Partit                       | vots | % vots |
| ---------------------------- | ---- | ------ |
| Socialdemokratiet            | 4433 | 27,9   |
| Det Radikale Venstre         | 285  | 1,8    |
| Det Konservative Folkeparti  | 1275 | 8,0    |
| Socialistisk Folkeparti      | 2460 | 15,5   |
| Nordfynslisten               | 905  | 5,7    |
| Dansk Folkeparti             | 1180 | 7,4    |
| Venstre                      | 5251 | 33,1   |
| Enhedslisten - De Rød-Grønne | 80   | 0,5    |

### Alcaldes
| Alcalde         | Període               | Partit  |
| --------------- | --------------------- | ------- |
| Bent Dyssemark  | 1-1-2007 a 31-12-2009 | Venstre |
| Morten Andersen | 1-1-2010 a 31-12-2013 | Venstre |